# Graben (Viena)

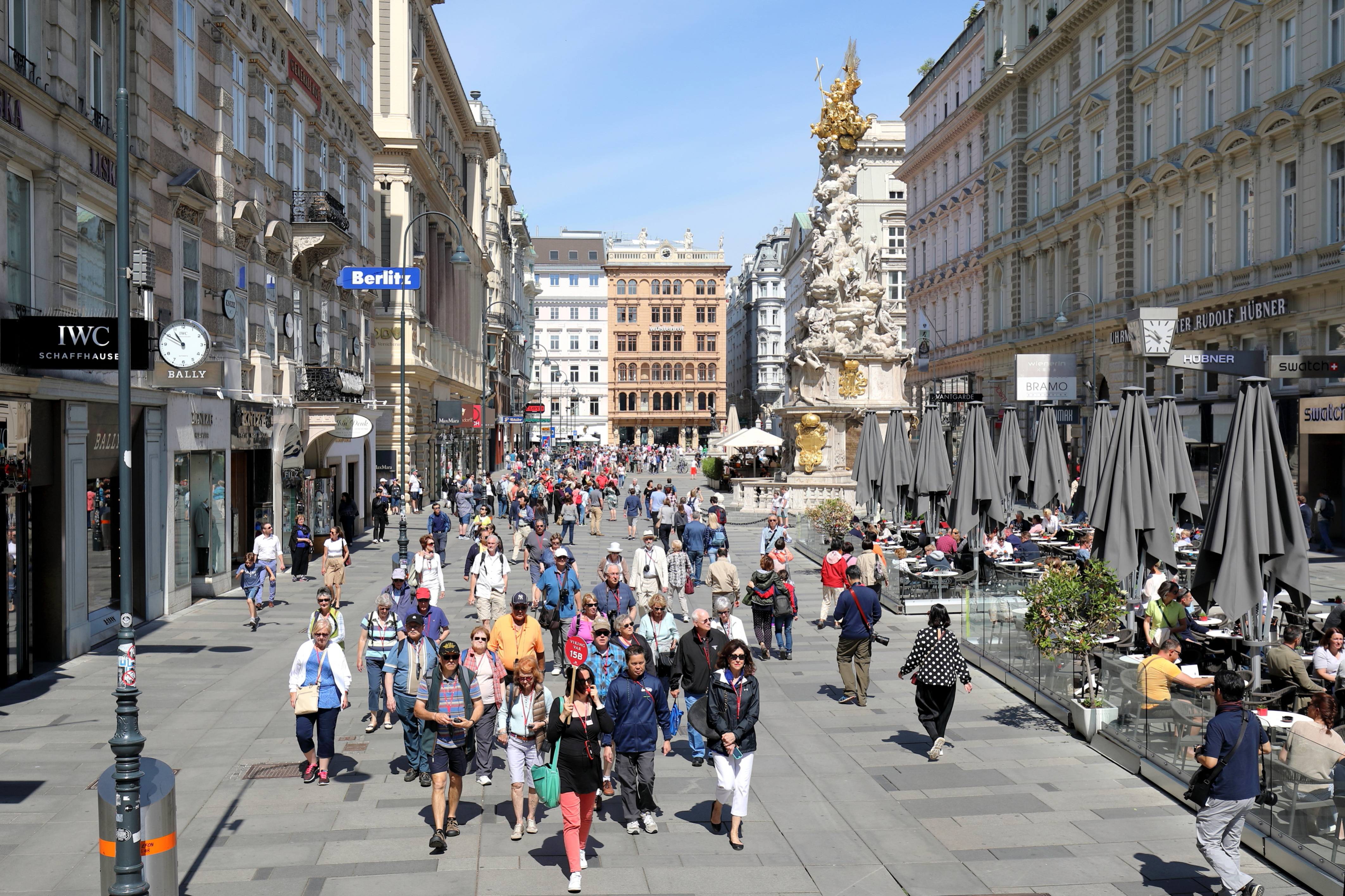
Graben cerca de la Pestsäule.

Graben (en alemán: zanja, foso) es una de las calles más importantes del Innere Stadt, el centro de la ciudad de Viena, Austria. Empieza en Stock-im-Eisen-Platz, junto al Palais Equitable, y termina en la intersección de Kohlmarkt y Tuchlauben. En el centro de Viena hay otra calle llamada Tiefer Graben («zanja profunda»), que es cruzada por Wipplinger Straße mediante el célebre Hohe Brücke, un puente a unos diez metros por encima del nivel de la calle.

## Historia

### Origen

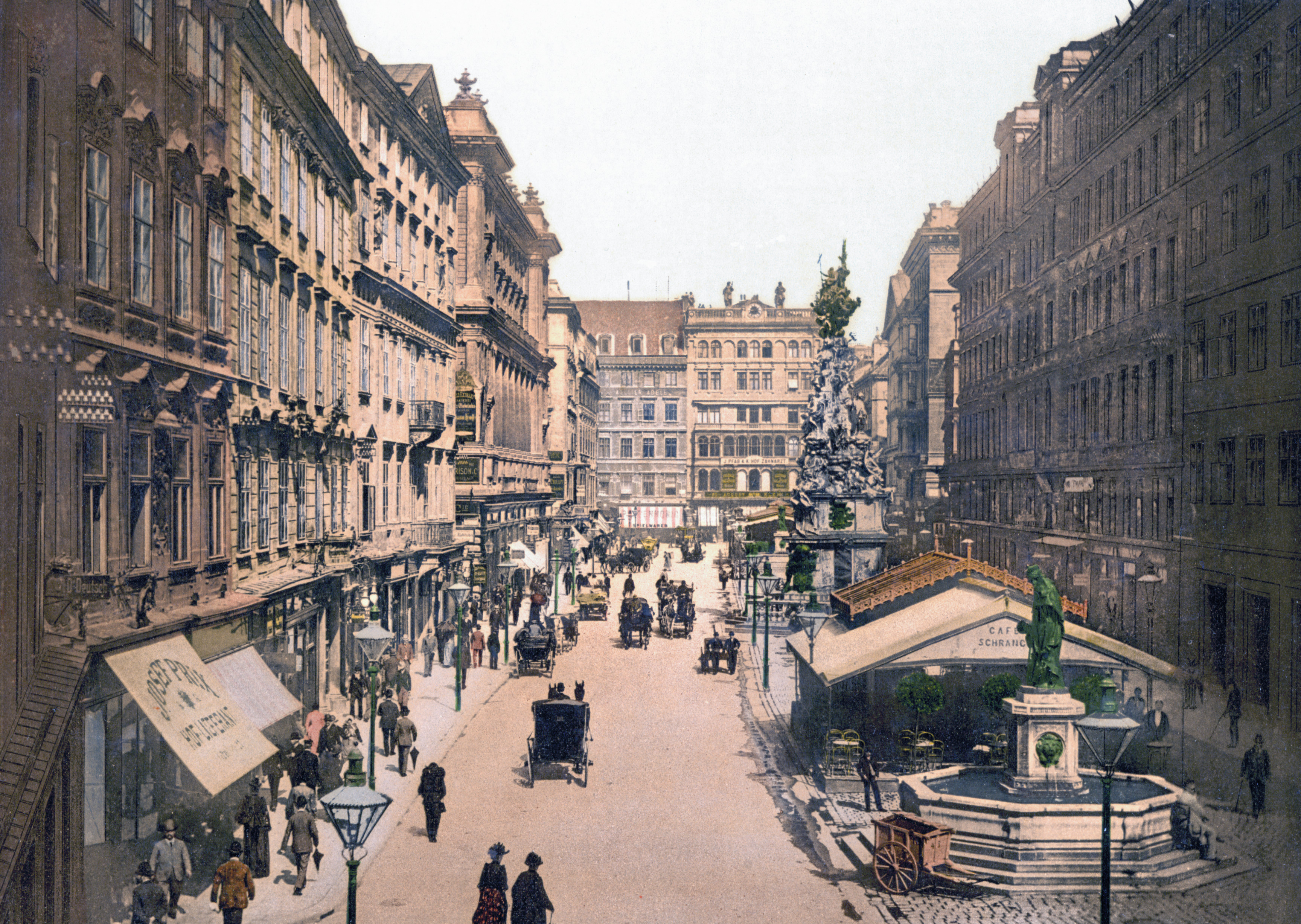
Graben hacia el noroeste, ca. 1900.

El origen de Graben se remonta al antiguo campamento romano de Vindobona. La muralla suroeste del asentamiento se extendía a lo largo de los actuales Graben y Naglergasse; antes de la muralla se dispuso un foso (Graben). Este foso siguió existiendo frente a las murallas medievales. A finales del siglo XII, la ciudad fue ampliada por los Duques de Babenberg. En esta época, el foso fue rellenado y nivelado. Graben se convirtió así en una de las primeras calles residenciales de la ampliación de la ciudad. En esta zona de la ciudad aún había disponibles grandes zonas sin urbanizar, lo que probablemente contribuyó a que se haya conservado el nombre Graben hasta la actualidad.

### Edad Media
Todavía puede apreciarse el carácter de esta ampliación de la ciudad en la diferencia entre los edificios situados al norte y al sur de Graben. Los edificios del lado norte (el de la ciudad antigua) han permanecido irregulares hasta la actualidad, y solo una estrecha calle lateral sale de Graben hacia el norte, la Jungferngässchen, que da acceso a la Iglesia de San Pedro. Por otro lado, se construyeron cinco calles laterales regulares al sur del Graben en el siglo XIII, llamadas Obere Bräunerstraße (conocida actualmente como Habsburgergasse), Untere Bräunerstraße (Bräunerstraße), Färberstraße (Dorotheergasse), Laderstraße (Spiegelgasse) y Reifstraße (Seilergasse). Aunque al principio estas calles permanecieron relativamente sin urbanizar, la situación cambió rápidamente.

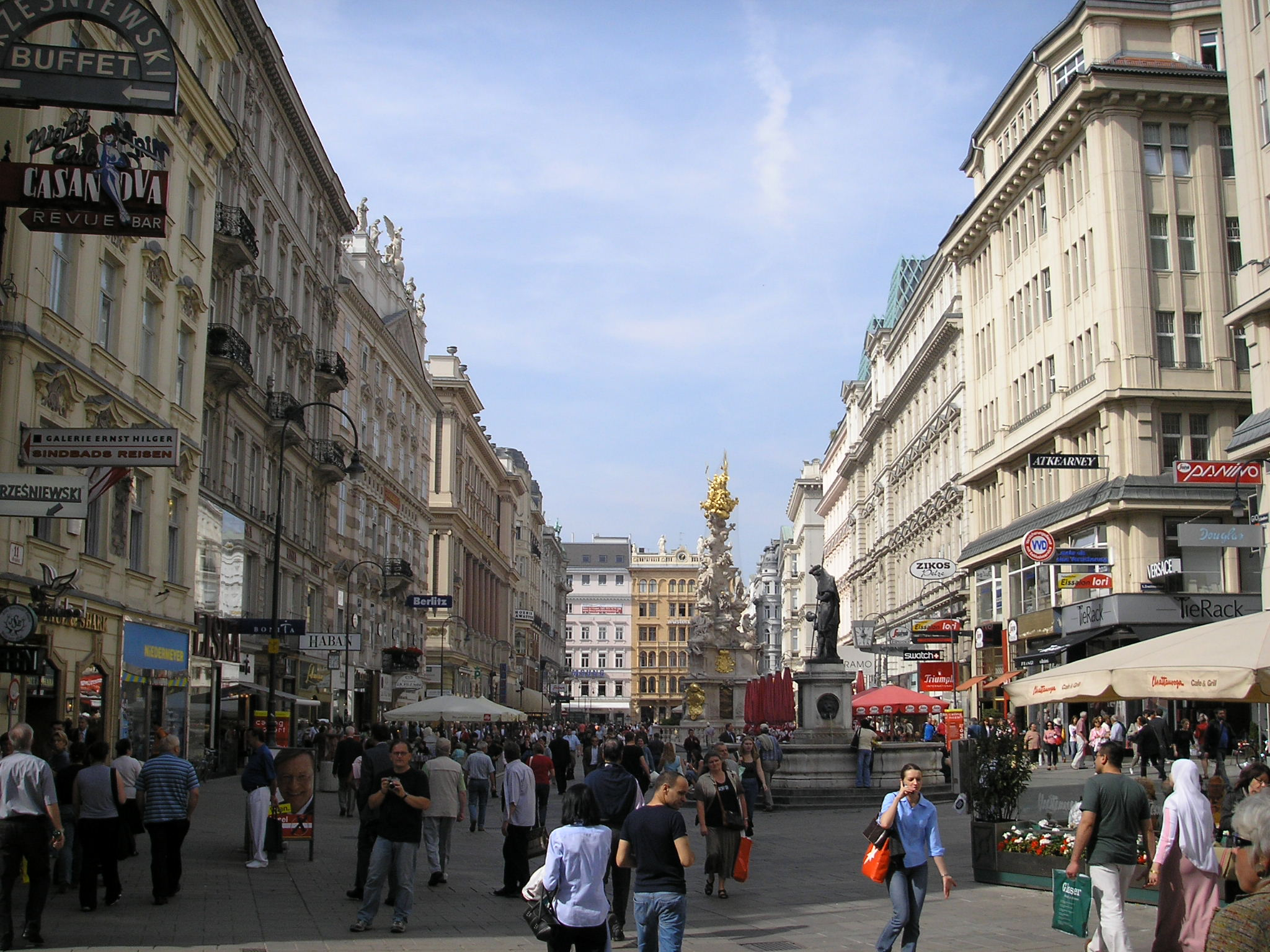
Graben hacia el noroeste.

Según el historiador Karl Oettinger, Graben sustituyó al Hoher Markt y a Wipplingerstraße como la arteria principal de Viena. La nueva ruta conducía supuestamente desde Am Hof hasta Stock-im-Eisen-Platz pasando por Bognergasse y Graben, girando en este punto en dirección a la Catedral de San Esteban, pasando posteriormente por Rotenturmstraße para alcanzar la Wollzeile. Por tanto, el tráfico ya no necesitaría pasar por el mercado principal en Hoher Markt. Sin embargo, debido a que en la época había pocas razones para ir en dirección a la Schottentor, esta teoría se ha disputado.
En esa época, Graben contenía principalmente casas de madera, lo que produjo una catástrofe el 23 de marzo de 1327: se desencadenó un incendio en la casa de Wallnerstraße de un sacerdote de la Catedral de San Esteban, Heinrich von Luzern, y se propagó rápidamente por el Kohlmarkt hasta Graben, destruyendo completamente la zona. El Rey Federico el Hermoso participó en las labores de rescate. En aquella época, Graben aún no era un lugar de residencia de la nobleza; parece que sus residentes eran principalmente suabos, que habían llegado a Viena en la época de Rodolfo I. El único edificio conocido de esta época es el Freisingerhof.

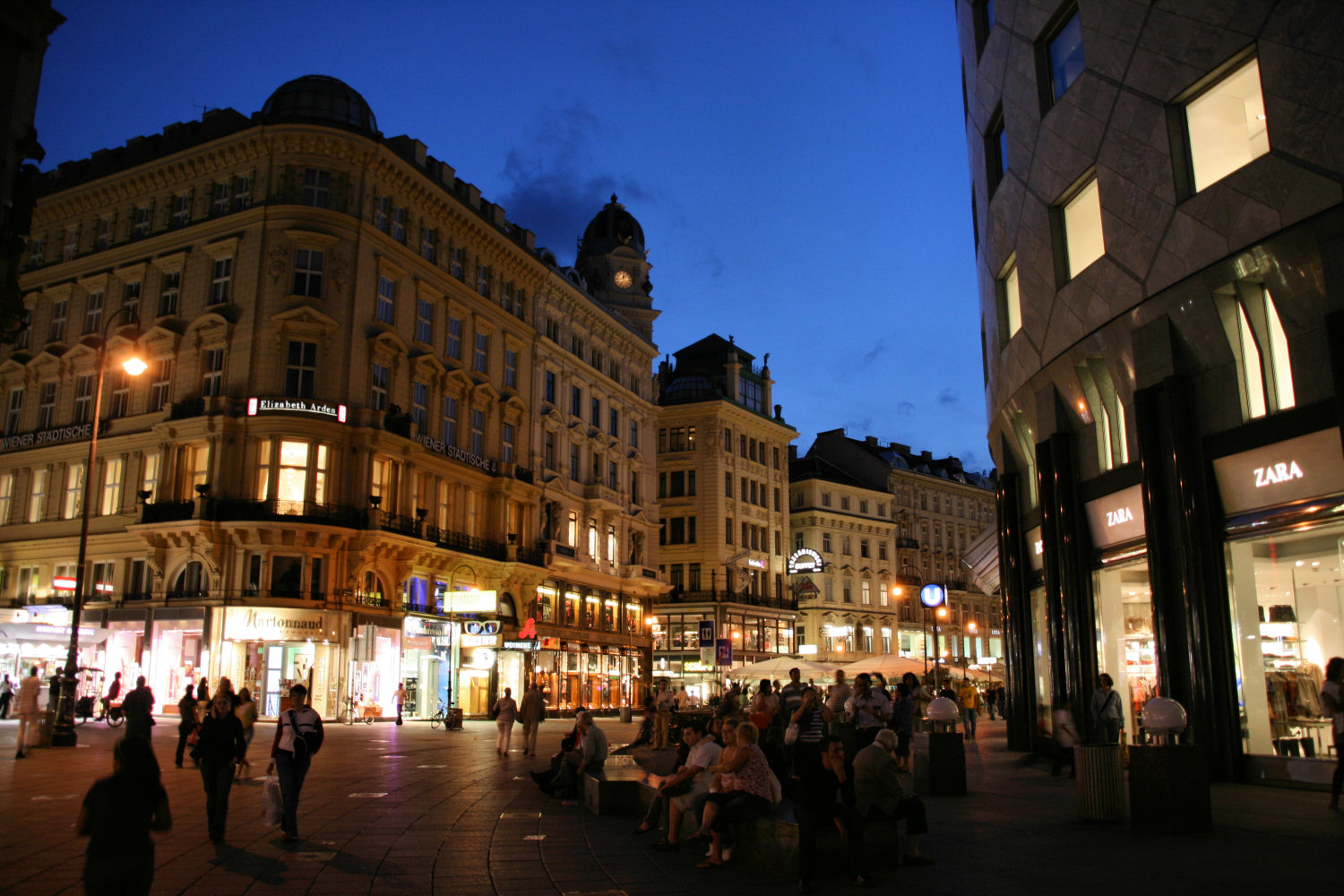
Intersección de Stephansplatz y Graben.

A principios del siglo XIV, se construyeron casas en ambos extremos de Graben. Esto provocó la construcción de Paternostergässchen, una extensión de Naglergasse, en el extremo noroeste, y en el extremo suroeste del Grabengasse y la estrecha Schlossergässchen, donde los trabajadores del metal (Schlosser) construyeron sus talleres. También se podía encontrar aquí a otros artesanos, como los herreros. La estrechez de Schlossergässchen era una fuente de continuas críticas por obstruir el flujo del tráfico. Como consecuencia de estas nuevas construcciones, Graben pasó a ser vista más como una plaza que como una calle. Sin embargo, todavía no era una dirección exclusiva, particularmente debido a que la llamada Mörung empezaba allí. Esta fue una corriente de agua usada para la eliminación de aguas residuales, lo que daba lugar al correspondiente mal olor. Con el tiempo, sin embargo, varios dignatarios locales se trasladaron a vivir en Graben, en primer lugar principalmente la rica burguesía.

### Época barroca

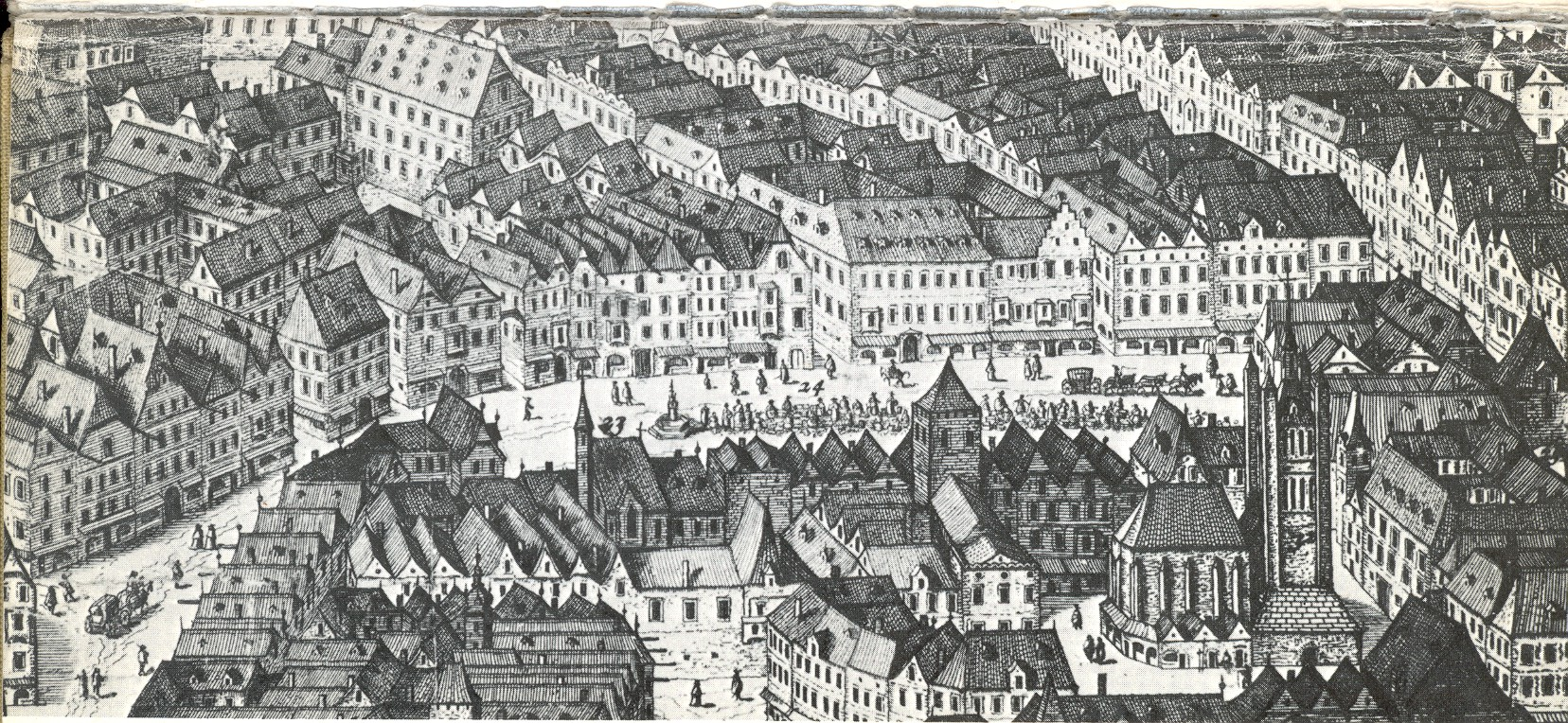
Vista de Graben antes de 1609 por Jacob Hoefnagel.

Aunque la forma de Graben siguió siendo prácticamente la misma, su carácter empezó a cambiar. Esto fue marcado sobre todo por la construcción del Arkadenhof, un llamativo edificio renacentista, que en 1873 fue sustituido por el actual Grabenhof. Graben se convirtió en el lugar de celebración de varias festividades, incluidas demostraciones públicas de homenaje a la dinastía reinante. Esto impulsó a los residentes a reconstruir sus casas y engalanar sus fachadas. En 1701 se demolió la antigua Iglesia de San Pedro para ser reconstruida, y la nueva estructura se completó en 1708.
En el curso del siglo XVIII, el uso de Graben como mercado fue suprimido. En 1753 los vendedores de productos fueron expulsados, y en 1772 se trasladó el mercado de Navidad. Graben se convirtió en la calle más elegante, el principal escenario para la exhibición de la élite urbana. Esto no estaba limitado a la nobleza, sino que incluía también a la clase emprendedora, que estaba representada visiblemente por el Trattnerhof, construido por el impresor Thomas von Trattner. También había prostitutas, las famosas Grabennymphen.

### Regularización

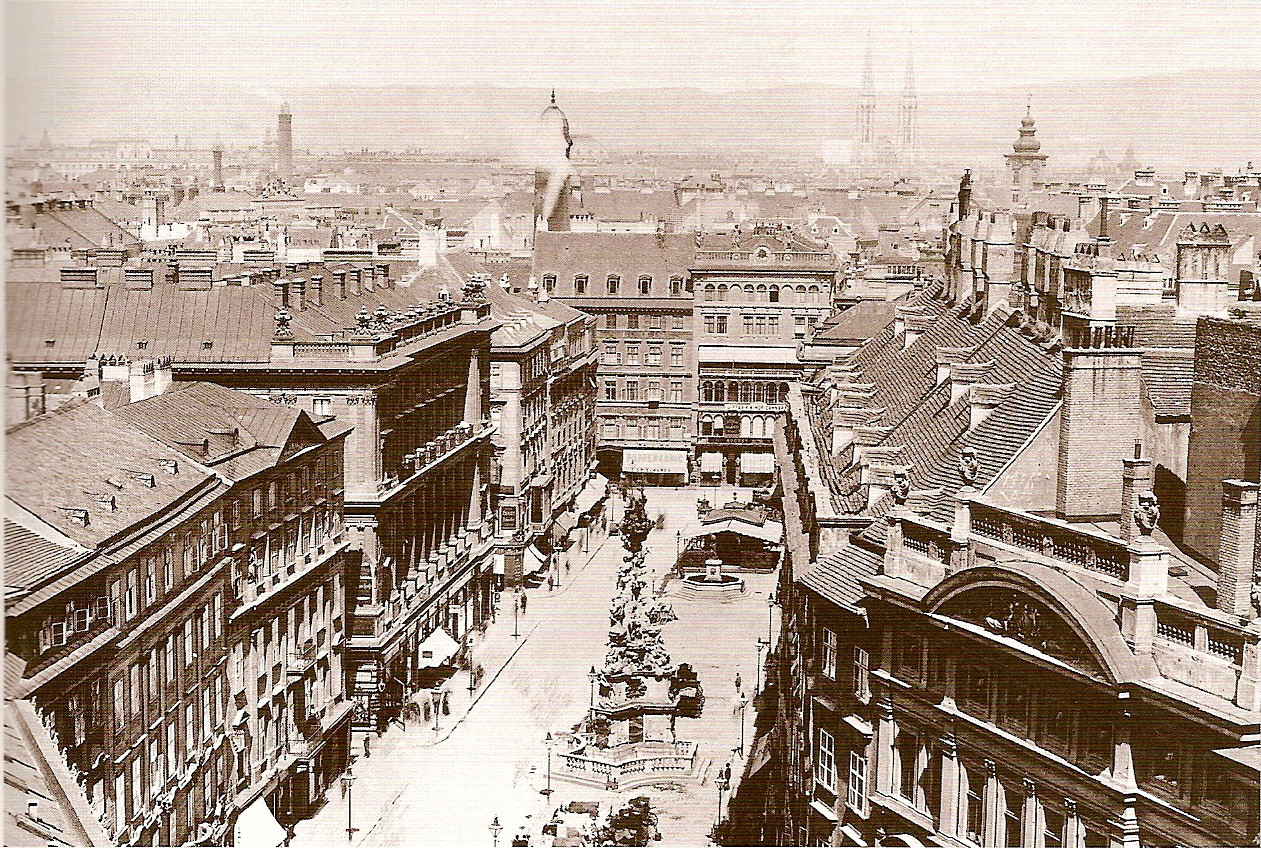
Vista de Graben, ya regularizado, en torno a 1890.

El ascenso de Graben continuó a principios del siglo XIX. Se convirtió en la calle de las tiendas más lujosas, rotuladas con letreros artísticos. A causa de este desarrollo comercial, y el correspondiente aumento del tráfico, los edificios en ambos extremos de Graben se veían cada vez más como obstrucciones. En 1835 la Erste Österreichische Sparkasse demolió las casas situadas en la esquina de Graben con Tuchlauben y construyó en su lugar su sede, que sigue en pie en la actualidad. En 1840 los edificios del extremo noroeste de Graben siguieron el mismo destino. Entre 1860 y 1866 se demolieron las casas entre Grabengasse y Schlossergassl, con el resultado de que  a partir de entonces Graben conducía directamente a Stock-im-Eisen-Platz, con lo que se convirtió de nuevo en una calle. De hecho, casi todas las casas de Graben desaparecieron, con la excepción del Palais Bartolotti-Partenfeld. La Jungferngässchen fue ensanchada, y se creó un paso abierto a la Iglesia de San Pedro. Incluso el Trattnerhof fue sustituido por dos nuevos edificios en 1911, entre los cuales se abrió un segundo paso a la ciudad antigua.

### sigloXX

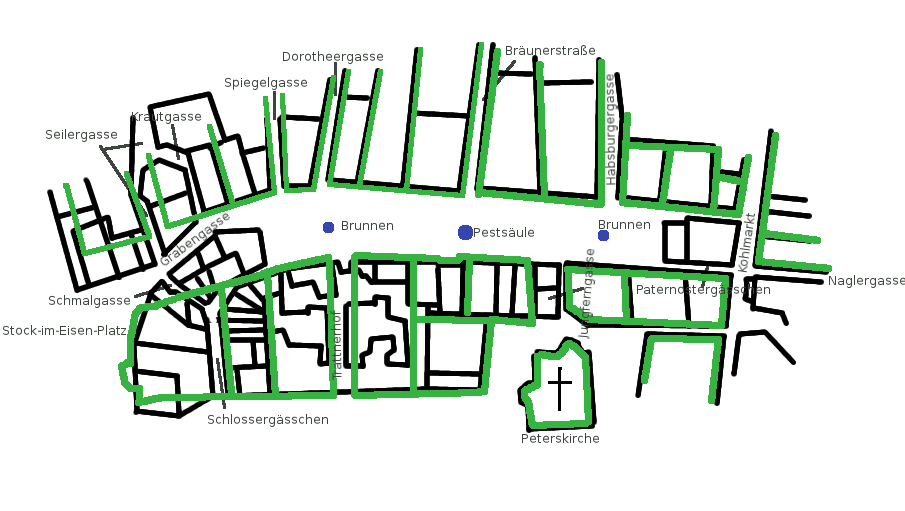
Graben antes de la regularización (negro) y en la actualidad (verde).

Con el aumento del tráfico rodado, Graben también se convirtió en una calle con mucho tráfico. Sin embargo, el tráfico fue limitado a la mitad sur de la calle. El 4 de diciembre de 1950, se instalaron aquí las primeras luces de neón de Viena.
En el siglo XX se han propuesto numerosos proyectos para la remodelación de Graben. El 22 de noviembre de 1974 Graben se convirtió, de manera provisional, en la primera zona peatonal de Viena. Durante la construcción del metro, Graben fue remodelado en fases sucesivas, y la zona peatonal fue expandida gradualmente. Para esta remodelación, se encargaron propuestas a cinco arquitectos y estudios de arquitectura. La propuesta de Gruppe M para la cubrición de Graben fue debatida acaloradamente.
En la actualidad, Graben sigue siendo una de las calles y zonas de tiendas más importantes de Viena.

## Graben como mercado
Graben ha servido como lugar de mercado desde su origen. Ya en 1295, poco después de que se nombrara por primera vez Graben en documentos, se mencionó a un vendedor de frutas. La venta de coles empezó en torno a 1320, y se introdujeron otras verduras unos cien años después. Estos productos dieron a Graben los nombres adicionales de Grüner Markt («mercado verde») y Kräutermarkt («mercado de hierbas»). A partir del siglo XIV, también se mencionan a vendedores de harina y pan. En 1442 se concedió permiso a los panaderos para vender sus propios productos en la calle. La llamada Brotbänke, que los panaderos estaban obligados a alquilar, se originó en Graben. La Paternostergässchen estaba ocupada por los Paternosterer, fabricadores de rosarios. A partir de 1424, también se mencionan carniceros en documentos de tesorería, que regulan estrictamente sus horarios de apertura. Según un decreto publicado en 1564 por Fernando I, los carniceros iban a ser trasladados debido a su olor desagradable, pero esta ley no se cumplió estrictamente. En el siglo XVIII, la actividad comercial se desplazó cada vez más a los edificios periféricos, y en 1753 el último mercado, el de verduras, cerró.

## Graben como lugar de celebración de festivales

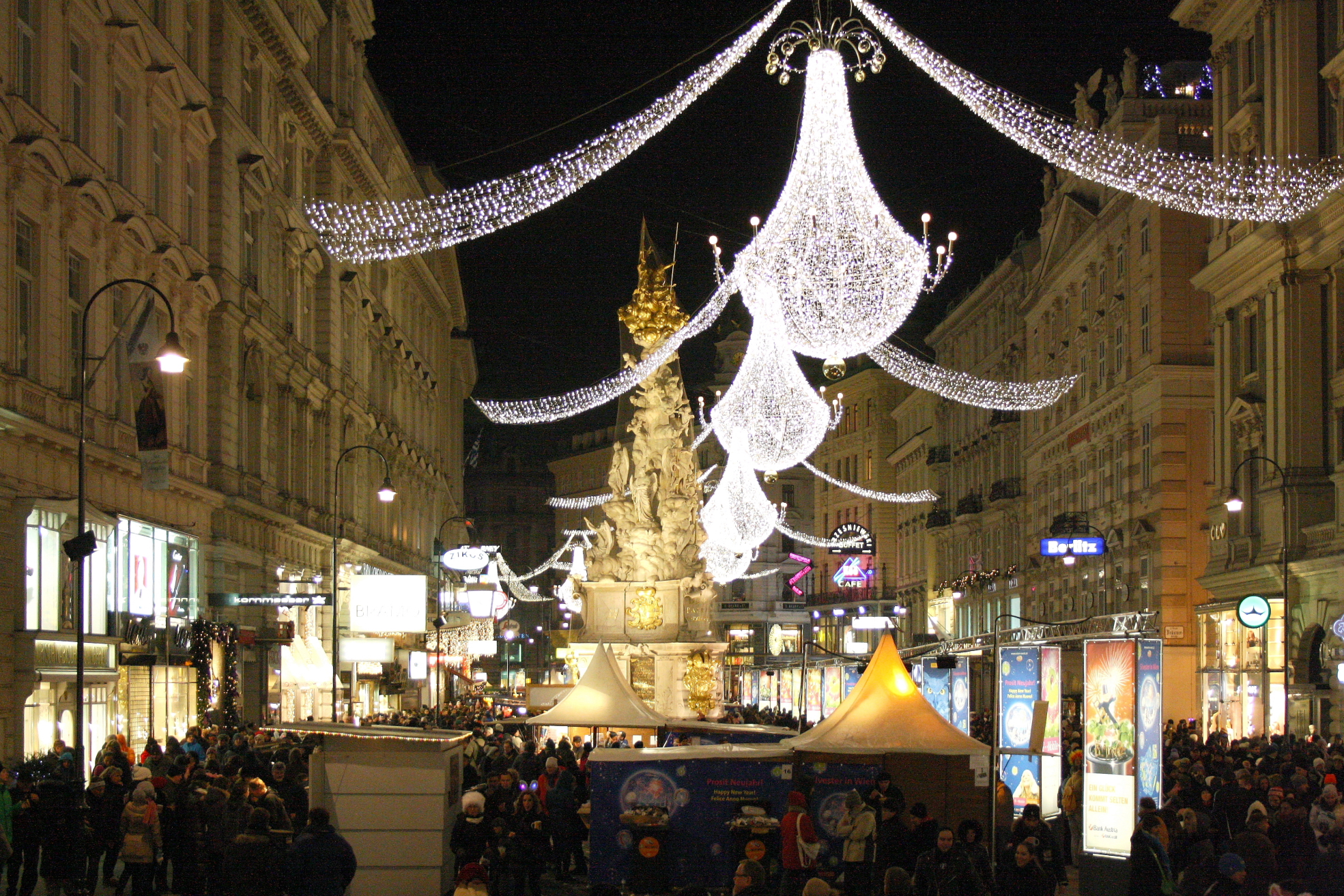
Graben durante el Adviento de 2010.

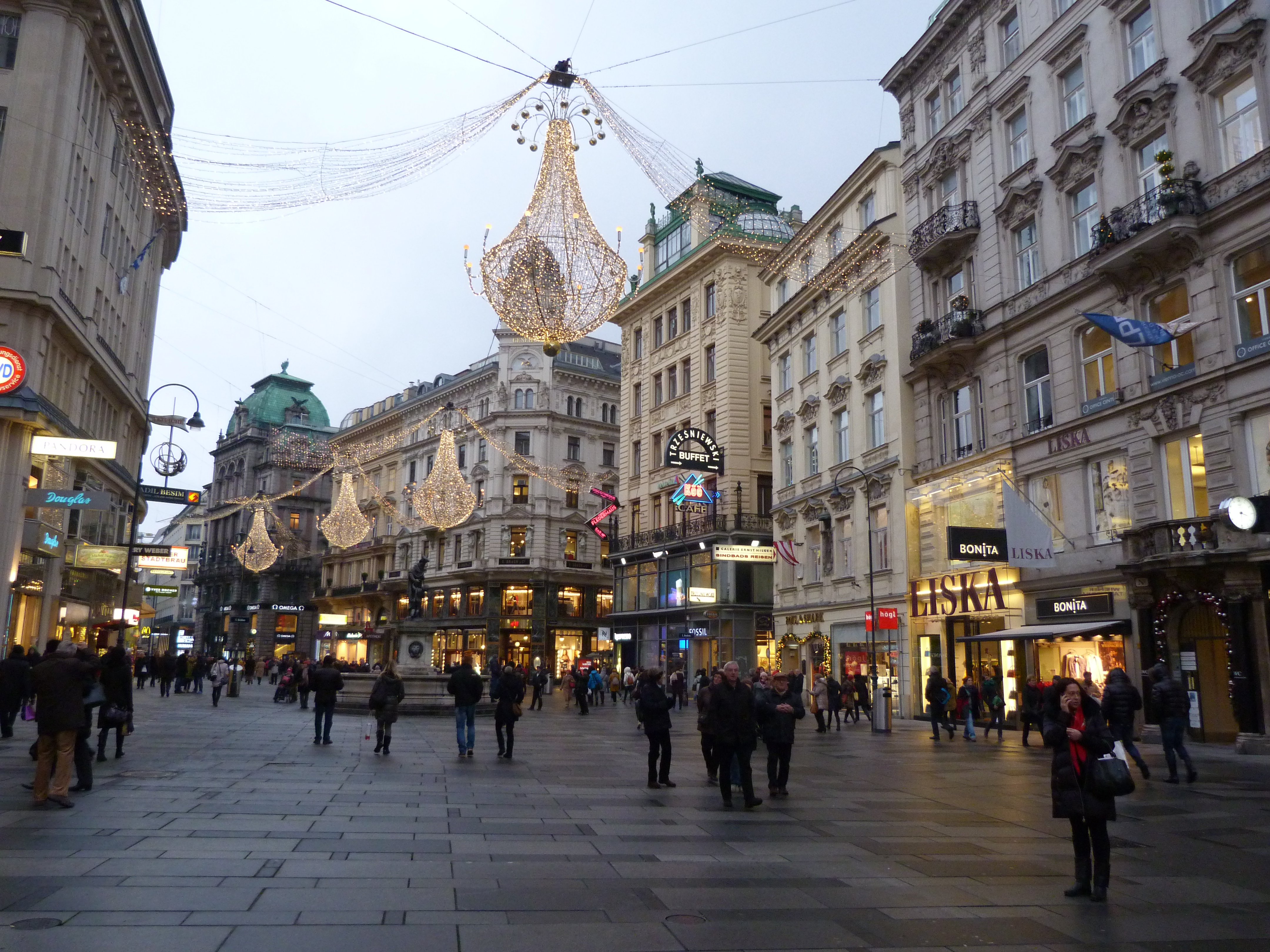
Graben durante el Adviento de 2014.

Debido a su ubicación y tamaño, Graben era particularmente apropiado para procesiones. Las Fronleichnamsprozessionen (procesiones con ocasión de la fiesta del Corpus Christi) son mencionadas por primera vez en 1438, pero probablemente se celebraban desde antes. Con la llegada del protestantismo, estas procesiones desempeñaron un papel especialmente importante en la demostración de la fe católica. Durante la época del Emperador Carlos VI, se celebraban misas diarias en la Pestsäule. En el siglo XVIII se realizaban procesiones casi cada semana, pero esto fue reducido por la Emperatriz María Teresa I de Austria. Por último, el Emperador José II prohibió todas las procesiones excepto el Corpus Christi.
Graben también sirvió como lugar para realizar procesiones triunfales, en particular para la llegada de archiduques y Emperadores. Es conocido que también se realizaban aquí demostraciones públicas de homenaje, en las cuales los notables mostraban su reverencia por los gobernantes. Estas demostraciones son mencionadas por primera vez en 1620, en la época del Emperador Fernando II.

## Edificios

### Freisingerhof y Trattnerhof

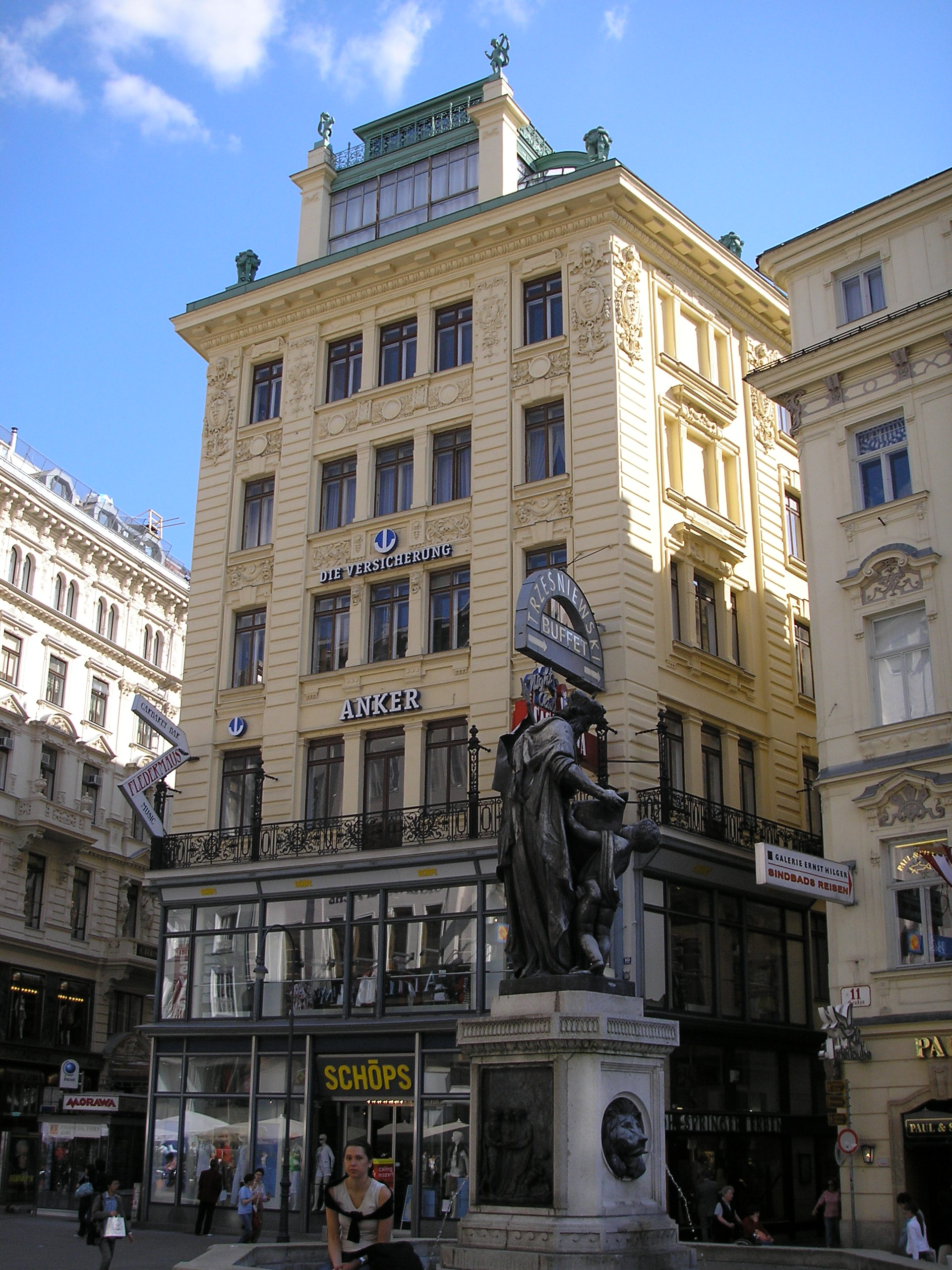
Ankerhaus, de Otto Wagner.

La Freisingerhof fue el primer edificio monumental de Graben. La diócesis de Frisinga era propietaria de una manzana en la que construyeron un Hof (corte), probablemente a finales del siglo XII, aunque fue mencionado por primera vez en 1273. Este edificio irregular de estilo románico servía por un lado como centro administrativo para las propiedades de la diócesis en la zona de Viena, y por otro lado como residencia para los obispos de Frisinga y sus representantes diplomáticos. Era conocido originalmente como Dompropsthof; el primer documento que lo designa como Freisingerhof data del año 1468. Además del edificio principal, el Hof incluía también otras casas que lo rodeaban.
Johann Thomas Trattner compró el Hof en 1773, y encargó una nueva residencia a Peter Mollner. El edificio, que fue completado en 1776, era enorme para la época. Las opiniones sobre el edificio estaban divididas. Al mismo tiempo que su gran tamaño resultaba impresionante, era criticado por sus numerosas habitaciones y bóvedas pequeñas. El edificio se llamó oficialmente Trattnernhof, como corresponde al noble título von Trattner, pero el nombre Trattnerhof prevaleció en el uso común. Los portales de entrada estaban decorados con cariátides de Tobias Kögler. La casa fue propiedad de la familia Trattner hasta principios del siglo XIX. En 1911 fue sustituido por dos edificios de oficinas construidos por Rudolf Krauß y Felix Sauer, que estaban separados por un callejón estrecho, que proporcionó un segundo paso hacia la ciudad antigua. El callejón todavía se llama Trattnerhof.

### Ankerhaus
Este edificio residencial fue construido entre 1894 y 1895 por Otto Wagner, presumiblemente para él mismo. Su nombre se debe al hecho de que el edificio preexistente fue comprado por la aseguradora Der Anker. El estilo de la planta baja, con sus grandes superficies de cristal, avanza técnicas de construcción posteriores con hormigón armado. A partir de 1971, el edificio fue usado por Friedensreich Hundertwasser.

### Palais Bartolotti-Partenfeld

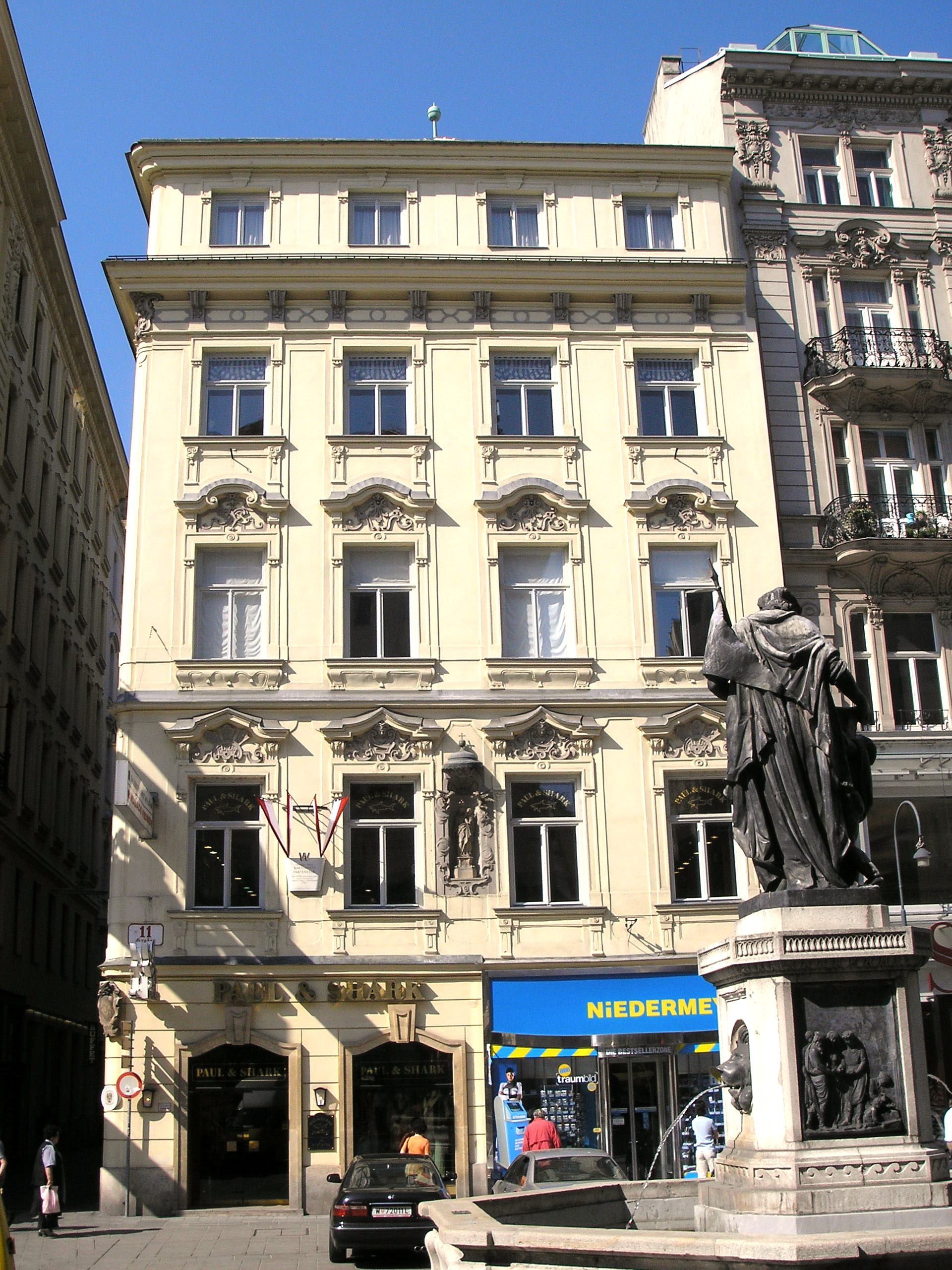
El Palais Bartolotti-Partenfeld.

El palacio de los barones Bartolotti von Partenfeld es el único edificio barroco de Graben que se ha conservado hasta la actualidad.

### Generalihof
Este edificio, construido originalmente entre 1794 y 1795 por Peter Mollner y Ernest Koch, fue reconstruido en 1831 por Josef Klee. Este edificio contenía la tienda de música de Leopold Kozeluch. En 1894 la Assicurazione Generali compró el edificio, renovó la fachada y añadió un ático. Knize, un importante sastre, ocupaba la planta baja; su sala de exposición fue diseñada por Adolf Loos.

### Grabenhof

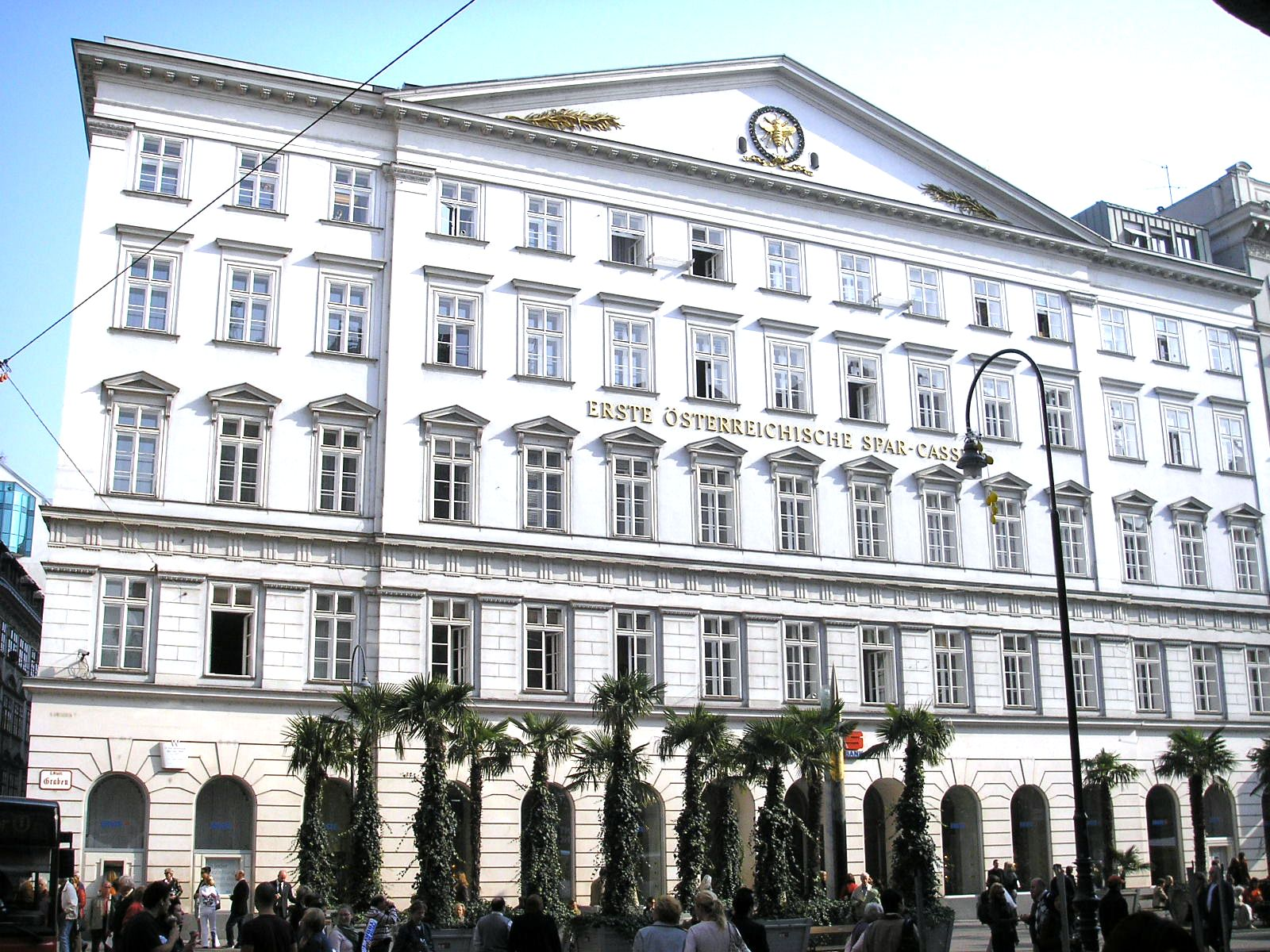
Erste Österreichische Spar-Casse.

El Grabenhof, también conocido como Thienemannhof, es un edificio historicista construido entre 1873 y 1874 por Otto Thienemann y Otto Wagner en el lugar de la antigua Arkadenhof. Su azotea fue reconstruida en 1947 por Alfons Hetmanek. En la actualidad es propiedad de la Österreichische Beamtenversicherung, y se ha usado desde 1991 como lugar para la celebración de eventos culturales.
El 18 de junio de 1994, se colocó una placa memorial por Josef Sonnleithner, que vivió en la Arkadenhof hasta 1874. Sonnleithner fue el fundador de la Gesellschaft der Musikfreunde in Wien («Sociedad de Amigos de la Música de Viena»).

### Erste Österreichische Spar-Kasse
La expansión de la Erste Österreichische Sparkasse dio lugar a numerosos cambios de sede en sus primeros años. En 1825 el banco se trasladó a la casa en Graben 21. Pronto compró tres casas vecinas, que fueron demolidas, y entre 1835 y 1839 el arquitecto Alois Pichl construyó una nueva sede en su lugar.

## Otras estructuras

### Pestsäule

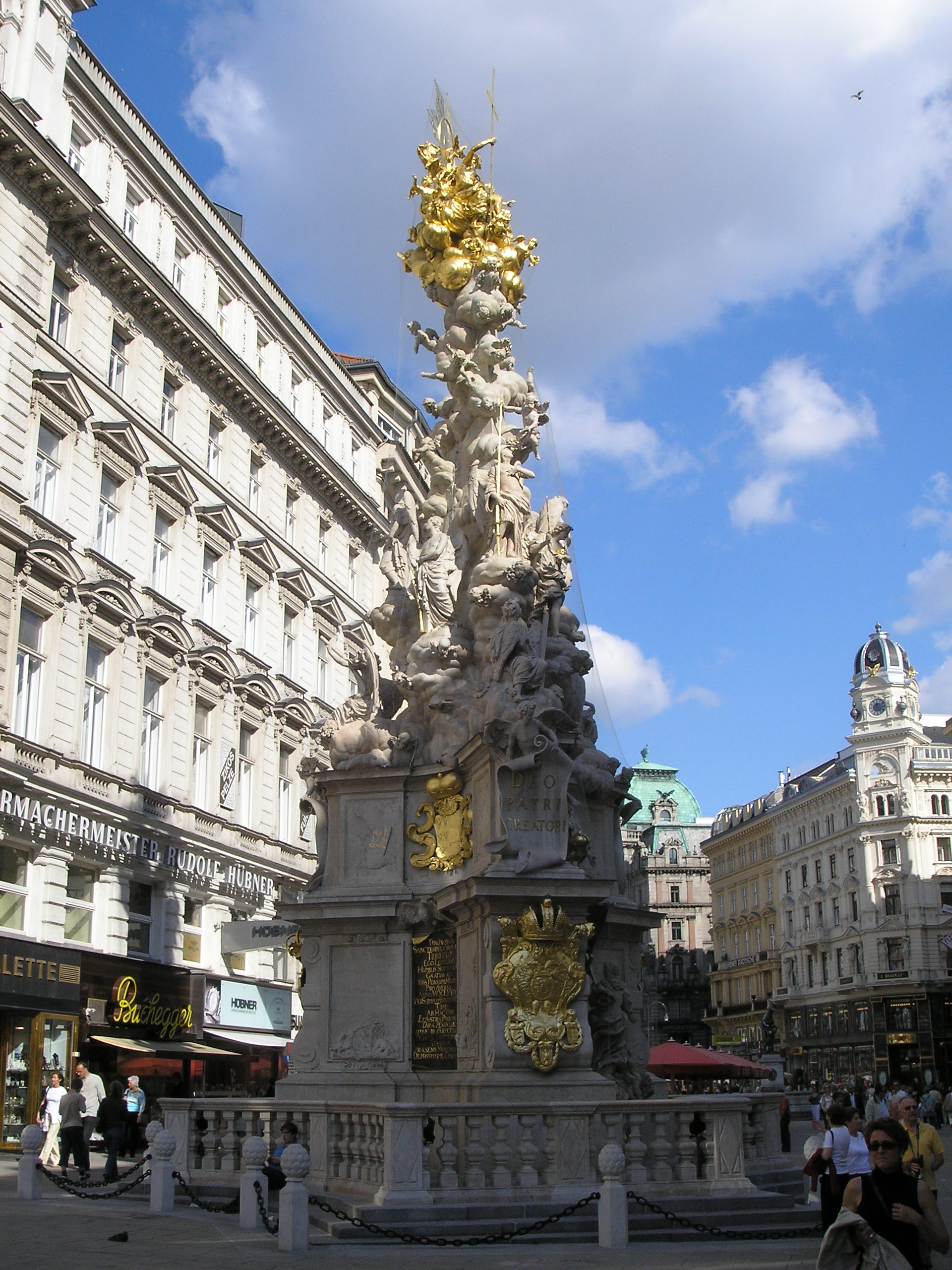
La Pestsäule en Viena.

La Pestsäule fue construida por el Emperador Leopoldo I tras la Gran peste de Viena.

## Tráfico
No está claro hasta qué punto Graben sirvió como una arteria en la Edad Media. La construcción de edificios en ambos extremos la hizo posteriormente inadecuada para esta función. Sin embargo, tras la regularización del siglo XIX, se convirtió en una de las calles con más tráfico de Viena, y esto incluso antes de la llegada de los automóviles. El tráfico se permitió solo en el extremo suroeste. Ya en el siglo XIX, había numerosos carrozas de alquiler en Graben.
A partir del 1 de marzo de 1912, la primera línea de autobús de la ciudad discurría desde Stephansplatz hasta la Volksoper pasando por Graben. Posteriormente, numerosas líneas de autobús atravesarían Graben. En conexión con la construcción del metro, Graben se convirtió en una zona peatonal. En el desfile de Navidad del 27 de noviembre de 1971 se inauguró una prueba de la zona peatonal. El proyecto final para el establecimiento de la zona peatonal fue obra de Hermann Stiegholzer, y fue inaugurado en 1978. El proyecto fue completado en 1988 con la incorporación del tramo entre la Iglesia de San Pedro y el Kohlmarkt. Sin embargo, la línea de autobús A1 todavía atraviesa este tramo.
La línea U3 del Metro discurre bajo la sección entre Stock-im-Eisen-Platz y Jungferngasse desde 1991. La estación de Stephansplatz ya se había construido durante la construcción original de la línea U1, haciendo necesaria su extensión bajo Graben. Una salida de esta estación conduce a Graben. Esta salida no tiene techo, en un intento de hacerla lo menos invasiva visualmente posible. La incorporación de la salida en los edificios vecinos no fue posible debido a los altos pagos compensatorios que hubieran sido necesarios.